# Sunburn
Sunburn är den fjärde singeln av den engelska rockgruppen Muse, och den fjärde från deras debutalbum, Showbiz. Låten är albumets första och trots att Matthew Bellamy skrev den för piano, så har den under vissa konserter framförts på gitarr.